# ソウル・II・ソウル
Soul II Soul（ソウル・トゥ・ソウル）は、イギリス・ロンドンにて、DJ ジャジー・Bが運営するサウンド・システムを母体にして結成された音楽グループ。日本ではグラウンド・ビートとして、カテゴリーに分類されている。ソウル、ファンク、ハウス、ヒップホップ、レゲエをモチーフにした斬新な音楽性のみならず、ドレッド・ヘアを頭上で結わえたジャジー・Bの髪型も話題になった。また、それらの音楽やファッションは、ファンキー・ドレッドと呼ばれた。

## 略歴
ロンドンのアフリカン・センターで開催されていたクラブイベント「Soul II Soul」から端を発するサウンド・システムである。
1987年の大晦日に、ブリストルのセントバルナバス納堂で「ワイルド・バンチ（マッシヴ・アタックの前身）」とサウンド・クラッシュを開催した。
1988年、ワイルド・バンチのネリー・フーパーとAfrodiziakのキャロン・ウィーラーが参加。
1989年にリリースしたシングル「Keep On Movin'」が、全英チャート5位（Music Week）、全米チャート11位（ビルボードHot100）を記録する。続いてリリースされたシングル「Back To Life(However Do You Want Me)」は、映画『ブラック・レイン』のサウンドトラックにも収録され、全英チャート1位（Music Week）、全米チャート4位（ビルボードHot100）を記録するヒットとなった。2曲共に屋敷豪太がプログラミング、ベース等で参加した。（「Keep On Movin'」のみクレジット表記。）　また、同曲を収録したアルバム『Club Classics Vol.One』は、全英チャート1位を記録した。
1990年にリリースされた2ndアルバム『Vol.II 1990 A New Decade』も、前作に続き全英チャート1位を記録。シングルカットされた「Get a Life」は、全英チャート1位（NME）、「A Dream's a Dream」は、全英チャート6位（Music Week）を記録した。同年に「Back To Life(However Do You Want Me)」でグラミー賞ベストR&Bグループを、「African Dance」でグラミー賞ベストR&Bインストゥルメンタルを受賞している。
2017年8月、ボーカルを務めたメリッサ・ベル（Melissa Bell）の死去が報じられた。

## ディスコグラフィー

### アルバム
| 年                                        | タイトル                    | アルバム詳細                                                      | チャート最高位 | チャート最高位 | チャート最高位 | チャート最高位 | チャート最高位 | チャート最高位 | チャート最高位 | チャート最高位 | チャート最高位 | チャート最高位 | チャート最高位 | 認定                                                          |
| 年                                        | UK                          | AUS                                                               | AUT            | CAN            | GER            | JPN            | NLD            | NZ             | SWE            | SWI            | US             |                |                |                                                               |
| ----------------------------------------- | --------------------------- | ----------------------------------------------------------------- | -------------- | -------------- | -------------- | -------------- | -------------- | -------------- | -------------- | -------------- | -------------- | -------------- | -------------- | ------------------------------------------------------------- |
| 1989                                      | Club Classics: Vol. 1       | - 発売日: 1989年4月10日 - レーベル: 10, Virgin - 全英売上: 90万枚 | 1              | 38             | 11             | 7              | 13             | 88             | 16             | 8              | 8              | 12             | 14             | - UK: 3× プラチナ - CAN: プラチナ - US: 2× プラチナ           |
| 1990                                      | Vol. 2: 1990 – A New Decade | - 発売日: 1990年5月21日 - レーベル: 10, Virgin                    | 1              | 9              | 15             | 29             | 15             | 67             | 9              | 4              | 12             | 14             | 21             | - UK: プラチナ - AUS: ゴールド - CAN: ゴールド - US: ゴールド |
| 1992                                      | Vol. 3: Just Right          | - 発売日: 1992年4月13日 - レーベル: 10, Virgin                    | 3              | 17             | 24             | 63             | 29             | 43             | 25             | 13             | 33             | 19             | 88             | - UK: ゴールド                                                |
| 1995                                      | Vol. 5: Believe             | - 発売日: 1995年7月31日 - レーベル: Virgin                        | 13             | 71             | 39             | —              | 77             | 83             | 78             | —              | —              | —              | —              |                                                               |
| 1997                                      | Time for Change             | - 発売日: 1997年9月1日 - レーベル: Island                         | 80             | 175            | —              | —              | —              | —              | —              | —              | —              | —              | —              |                                                               |
| "—"は未発売またはチャート圏外を意味する。 |                             |                                                                   |                |                |                |                |                |                |                |                |                |                |                |                                                               |